# Branchinella arborea
Branchinella arborea är en kräftdjursart som beskrevs av Geddes 1981. Branchinella arborea ingår i släktet Branchinella och familjen Thamnocephalidae. Inga underarter finns listade.